# Martin Jones (chanteur)
 (janvier 2017).
Pour les articles homonymes, voir Martin Jones et Jones.
Martin Jones (né le 24 mars 1956 à Liverpool) est un chanteur allemand.

## Biographie
Sa famille s'installe en 1959 en RDA, quand son père obtient un poste de professeur à l'université de Halle. Martin, le plus jeune des trois fils, apprend à jouer de la guitare au conservatoire puis le chant et l'instrument au Conservatoire de Leipzig.
En 1982, Jones fonde le M. Jones Band qui joue de la country, de la musique folklorique irlandaise et du pop-rock. Jones est le chanteur principal et joue également de la guitare, du banjo et de l'harmonica. Les textes sont parfois de Werner Karma ou de Kurt Demmler. Nacht aus schwarzem Samt passe à la radio en 1985. M. Jones Band publie en 1988 Herzschlag chez Amiga. Après la réunification, le groupe se dissout. Sa reformation un temps passe inaperçue.
Martin Jones commence alors une carrière d'animateur radio. Il présente Countryabend sur MDR Sachsen-Anhalt. Par ailleurs, il a son groupe, Steam Country.
Jones commence une carrière solo en 2004. Il fait une reprise de Nacht aus schwarzem Samt puis d'autres singles. Mehr ist es nicht, son premier album, sort l'année suivante ; il comprend une reprise de Märchenzeit, un succès de Karat. En 2008, à l'occasion de la collection 60 Jahre Amiga, paraissent des versions inédites de chansons de M. Jones Band et Martin Jones. L'album sort dans un coffret en commun avec Wahkonda et Dialog. De début 2009 à 2012, Jones est chanteur et guitariste dans Two Riders Band. En 2010, il sort un double album Neues Leben. En 2013, il choisit SOLIS, un sous-label de Palm Records.

## Discographie

### M. Jones Band
Albums
- 1988 : Herzschlag, LP, Amiga
- 2008 : M. Jones Band - Nacht aus schwarzem Samt - Die grössten Hits (sé&rie 60 Jahre Amiga), CD, Amiga

### Solo
Albums
- 2005 : Mehr ist es nicht, CD, Xenia Records
- 2009 : Freitag der 13te, CD, Xenia Records (Two Riders Band feat. Martin Jones)
- 2010 : Neues Leben, double CD, Xenia Records
- 2013 : Best of, CD, Xenia Records

Singles
- 2005 : Nacht aus schwarzem Samt 2004 (Radio Mix), DSR Records
- 2008 : Stars shining bright, Xenia Records
- 2009 : Leave you alone, Xenia Records
- 2009 : Die wunderbare Frau, Xenia Records
- 2009 : I love you, egal was passiert, Xenia Records
- 2010 : Der Sommer ist zurück, Xenia Records
- 2010 : Neues Leben, Xenia Records

## Source de la traduction
- (de) Cet article est partiellement ou en totalité issu de l’article de Wikipédia en allemand intitulé « Martin Jones (Schlagersänger) » (voir la liste des auteurs).